# Diocotron instabilitás

Diocotron instabilitás sematikus ábrázolása a már leszakadt, önálló örvényekkel

A diocotron instabilitás (más néven „csúszóáramlásos plazma instabilitás”) egyike a mindenhol előforduló instabilitásoknak a kis sűrűségű, nem semleges plazma áramlásakor, amiben a sebesség nyírása kialakul. Elektronörvényeket hoz létre, amik a folyadékmechanikában ismert Kelvin–Helmholtz-instabilitásra hasonlítanak. Akkor fordul elő, ha a töltések semlegessége helyileg nem tartható fenn.
A kifejezés görög szóval „üldözést” jelent.
A plazma-instabilitás elektromos töltések egymás melletti elcsúszásakor keletkezik. A két réteg között energiaátadás jön létre felületi hullámok formájában, amik egymással ellentétes irányban mozognak. A diocotron instabilitás rövid ideig tart, mivel a plazmatöltések nem maradnak fenn sokáig.

## Előfordulása
- A sarki fénynél örvények és áramlások formájában figyelhető meg, aminek mechanizmusára Hannes Alfvén 1950-ben adott magyarázatot.